# إعدام بالغلي

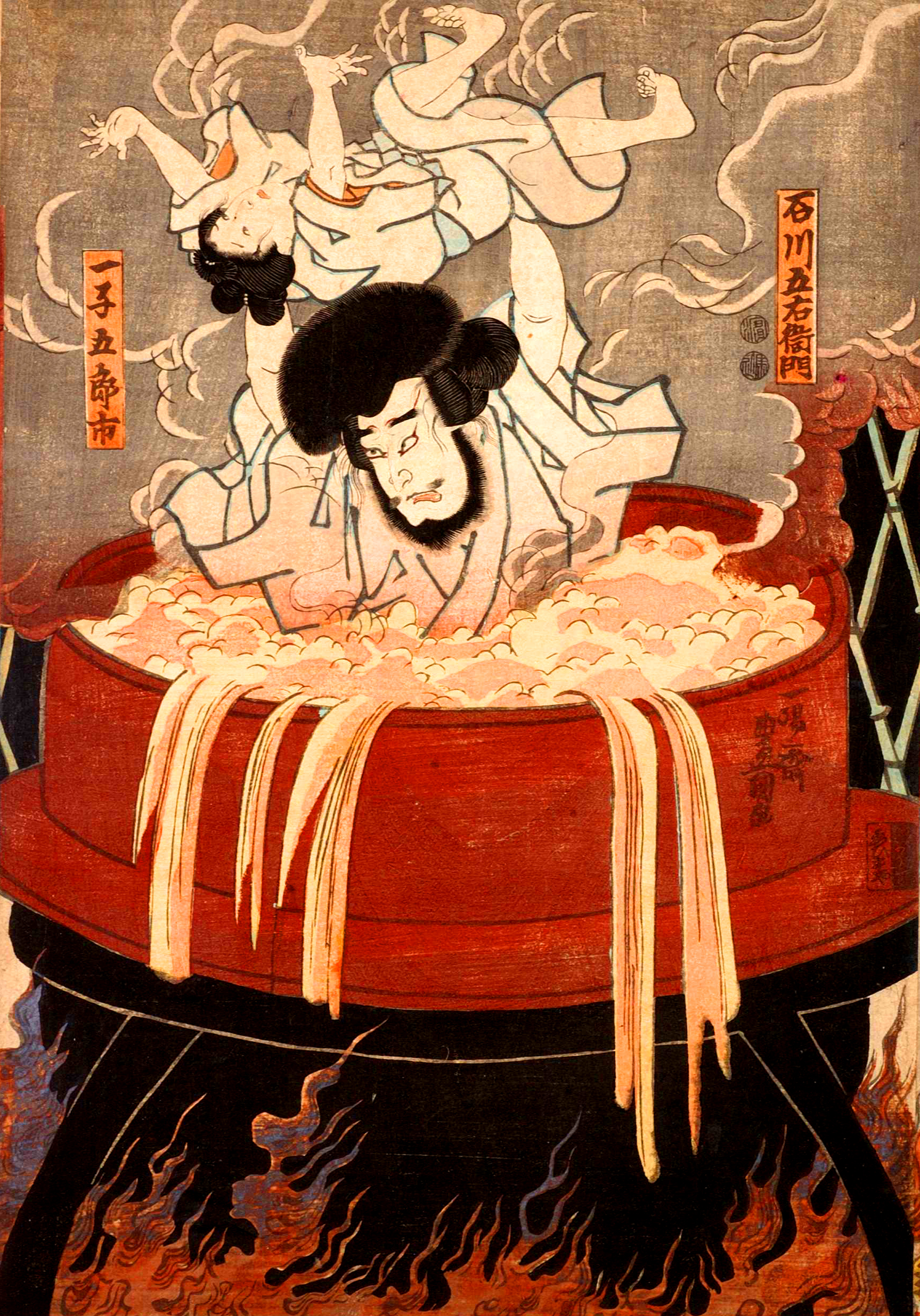
إعدام البانديت إشيكاوا غويمون وابنه غليًا عقابا على محاولة قتل تويوتومي هيده-يوشي في اليابان في القرن السادس عشر.

الإعدام بالغلي هي وسيلة للإعدام بحيث يقتل الشخص عن طريق غمره في سائل مغلي كالماء أو الزيت استخدم في أوروبا و أسيا[ ؟ ].

## الوسيلة
يستخدم غالبا غلاية[ ؟ ] كبيرة مليئة بسائل كالماء والزيت والقطران. يغمر الضحية في الغلاية قبل تسخين السائل إما عن طريق رأسه أو ابتداء برجله .يتمكن الجلاد من التحكم في سرعة الوفاة عن طريق استخدام عجلة البكرة.

## الاستعمال في التاريخ
- أصدر هنري الثامن مرسومًا عام 1532 بجعل الغلي بالماء عقوبة رسمية في إنجلترا عندما قام القديس جون فيشر باتهام عدة أشخاص بالقتل عن طريق السم.[1][2][3]
- أُعدم بومبونيو ألجيريو، الذي كان طالبًا بكلية القانون في جامعة بادوا، بهذه الطريقة في ساحة بيازا نوفانا في روما لرفضه الانصياع لمنهج الكنيسة الكاثوليكية.
- استعمل هذا النوع من القتل من قبل الكنيسة الكاثوليكية لإعدام مزيفي النقود.[4]

## الإعدام بالغلي في النصوص الأدبية
- في قصة علي بابا والأربعين حرامي، قامت مرجانة[ ؟ ] بقتل اللصوص بغليهم في الزيت.
- في رواية «الشوغون» لجيمس كلافيل يُغلى «بيترزون» على نار هادئة في وعاء كبير من الماء بأمر من الداي-ميو كاسيغي يابو.